# Callias de Syracuse
Pour les articles homonymes, voir Callias (homonymie).
Callias (en grec ancien : Καλλίας) de Syracuse est un historien grec (v. 350 - v. 270 av. J.-C.), auteur d'une histoire de la Sicile.

## Biographie
Originaire de la cité sicilienne de Syracuse, il vit à la cour du tyran puis roi de Sicile Agathocle (au pouvoir entre 317 et 289 av. J.-C.) où il fait office d'historien officiel pour lequel il est payé. Il survit à Agathocle, puisqu'il mentionne la mort du tyran, et publie son ouvrage dans les années 270 av. J.C., lorsque Timée en fait usage.

## Œuvre
On ne lui connait qu'un seul ouvrage en 22 livres, conservé sous des noms différents: Histoire de la Sicile, Histoire d'Agathocle, Sur Agathocle de Syracuse ou Sur Agathocle. Bien que centré sur l'histoire du tyran de Syracuse, l'œuvre ne s'y limitait pas, au point d'être vue comme une histoire de la Sicile par Macrobe. On y trouvait ainsi des descriptions topographiques de la Sicile, un certain intérêt pour le volcanisme, un excursus sur la fondation de Rome ou des descriptions ethnographiques.
Le peu de fragments qui nous sont parvenus de son œuvre ne nous permet pas de nous faire une opinion sur lui, mais Diodore de Sicile prétend qu'il fut corrompu par Agathocle par de riches présents, et qu'il sacrifia la vérité historique à l'appât du gain, travestît tellement la vérité qu'il fit passer les crimes et la violation des lois humaines et divines, dont Agathocle se rendit coupable, pour des actions dignes d'éloge. Ainsi, Callias est à l'origine, avec Antandros, le propre frère d'Agathocle, lui aussi historien, d'un courant historiographique extrêmement favorable à Agathocle, et certaines passages de Diodore sur les oracles dont Agathocle aurait été l'objet remontent probablement à lui.
En réaction, ses propos très orientés entraînent l'apparition d'un autre courant historiographique très défavorable au tyran, porté par l'historien Timée de Tauroménion qui avait été exilé par Agathocle.

## Editions
- Roller D.W., “Kallias of Syracuse”, Brill New Jacoby n°564
- Jacoby F., Die Fragmente der griechischen Historiker Nr. 564
- Müller K., Fragmenta Historicorum Graecorum, T2, Didot, 1848, p.382-383